# Franco Leccese
Franco Salvatore Leccese (ur. 24 kwietnia 1925 w Condove, zm. 23 czerwca 1992 tamże) – włoski lekkoatleta specjalizujący się w biegach sprinterskich, uczestnik letnich igrzysk olimpijskich (Helsinki 1952), wicemistrz Europy w biegu na 100 metrów (Bruksela 1950).

## Sukcesy sportowe
| Rok  | Miasto      | Zawody                     | Konkurencja        | Wynik         |
| ---- | ----------- | -------------------------- | ------------------ | ------------- |
| 1950 | Bruksela    | mistrzostwa Europy         | bieg na 100 m      | srebrny medal |
| 1951 | Aleksandria | igrzyska śródziemnomorskie | sztafeta 4 × 100 m | złoty medal   |

## Rekordy życiowe
- bieg na 100 m – 10,6 – 1950